# 신요코하마역
신요코하마역(일본어: 新横浜駅, しんよこはまえき)(영어: Shin-Yokohama Station)은 일본 가나가와현 요코하마시 고호쿠구에 있는 철도역이다.

## 타는 곳

### 도카이 여객철도
- 혼합식 승강장(섬식 승강장 2개 4선)
- 2번 및 3번 승강장에는 스크린도어가 설치되어 있다.

| 1・2 | ■ 도카이도 신칸센 | (상행선) | 시나가와 · 도쿄 방면                                                        |
| 3・4 | ■ 도카이도 신칸센 | (하행선) | 시즈오카 · 하마마츠 · 나고야 · 신오사카 · 오카야마 · 히로시마 · 하카타 방면 |

### 동일본 여객철도
- 섬식 승강장 1개 2선
- 스크린도어가 설치되어 있다.

| 5 | ■ 요코하마 선 | 기쿠나·요코하마·오후나 방면   |
| 6 | ■ 요코하마 선 | 마치다·하시모토·하치오지 방면 |

### 요코하마시 교통국
- 섬식 승강장 1개 2선
- 스크린도어가 설치되어 있다.

| 1 | ■ 블루 라인 | 요코하마·간나이·쇼난다이 방면 |
| 2 | ■ 블루 라인 | 아자미노 방면                 |

### 사가미 철도, 도큐 전철
- 섬식 승강장 2개 3선
- 스크린도어가 설치되어 있다.
- 신스나시마 방면은 도큐 전철 소속이다.

## 역세권 정보
- 요코하마 국제종합경기장(닛산 스타디움)
- 요코하마 아레나
- 신요코하마 라멘 박물관

## 역사
- 1964년 10월 1일: 영업 개시. 요코하마 선에 역을 설치.
- 1985년 3월 14일: 지하철의 역이 영업 개시.
- 2000년 12월: 간토의 역 백선에 선정됨.
- 2001년 11월 18일: JR동일본 Suica 사용 개시.
- 2023년 3월 18일: 소테쓰 신요코하마선・도큐 신요코하마선의 역이 개업.

## 사진

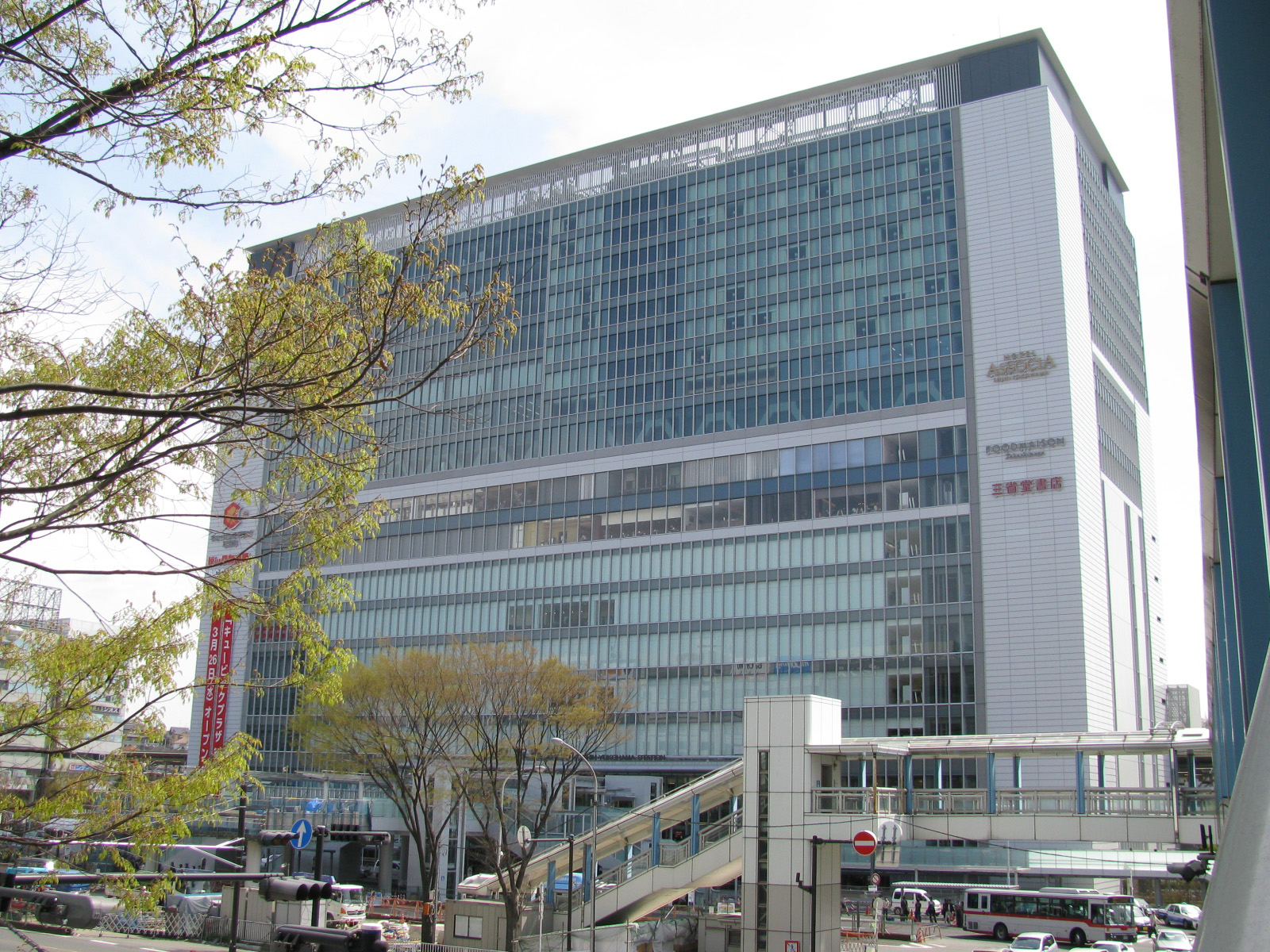
신요코하마 역 외관
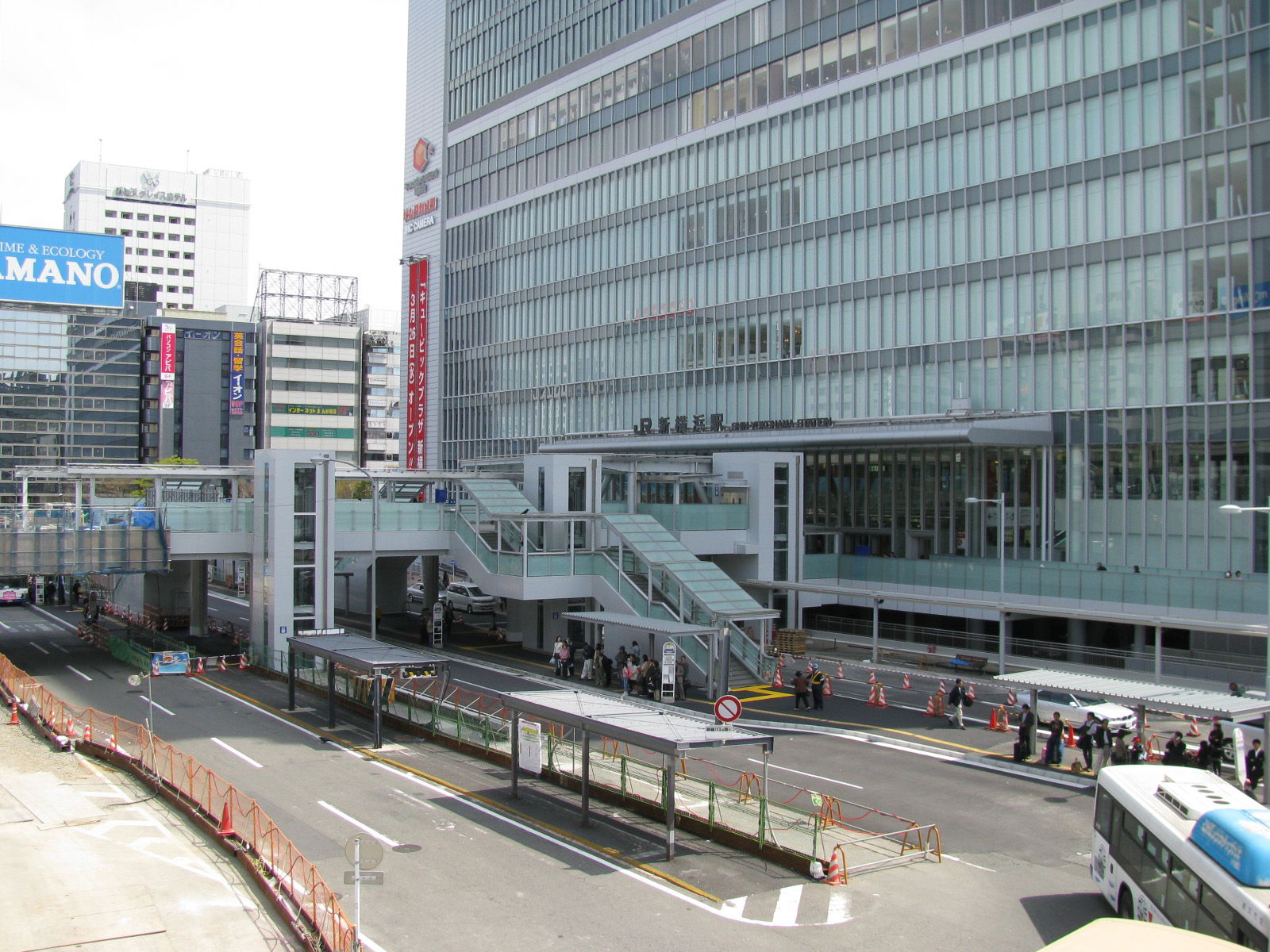
신요코하마 역 앞의 도로

## 인접한 역
| 도카이 여객철도 도카이도 신칸센        | 도카이 여객철도 도카이도 신칸센      | 도카이 여객철도 도카이도 신칸센               |
| -------------------------------------- | ------------------------------------ | --------------------------------------------- |
| 시나가와 도쿄 방면                     | ■ 도카이도 · 산요 신칸센 노조미 호   | 나고야 하카타 방면                            |
| 시나가와 도쿄 방면                     | ■ 도카이도 · 산요 신칸센 히카리 호   | 아타미 오카야마 방면                          |
| 시나가와 도쿄 방면                     | ■ 도카이도 신칸센 히카리 · 고다마 호 | 오다와라 신오사카 방면                        |
| 동일본 여객철도 요코하마선             |                                      |                                               |
| 기쿠나 히가시카나가와 방면             | ■ 요코하마선 쾌속                    | 가모이 하치오지 방면                          |
| 기쿠나 히가시카나가와 방면             | ■ 요코하마선 각역정차                | 고즈쿠에 하치오지 방면                        |
| 요코하마시 교통국 블루 라인            |                                      |                                               |
| B24 기시네코엔 쇼난다이 방면           | ■ 지하철 블루 라인                   | B26 기타신요코하마 아자미노 방면              |
| 소테쓰 신요코하마선・도큐 신요코하마선 |                                      |                                               |
| SH02 신쓰나시마 도큐 신요코하마선      |                                      | SO51 하자와요코하마코쿠다이 후타마타가와 방면 |